# Ngộ độc organophosphate
Ngộ độc organophosphate là ngộ độc do organophosphate (OP). Organophosphate được sử dụng làm thuốc trừ sâu, dược phẩm và tác nhân thần kinh. Các triệu chứng bao gồm việc tăng tiết nước bọt và sản xuất nước mắt, tiêu chảy, nôn mửa, co đồng tử, đổ mồ hôi, run cơ và nhầm lẫn. Mặc dù xuất hiện các triệu chứng thường trong vòng vài phút đến vài giờ, một số triệu chứng có thể mất vài tuần để xuất hiện. Các triệu chứng có thể kéo dài vài ngày đến vài tuần.
Ngộ độc organophosphate xảy ra phổ biến nhất là một nỗ lực tự sát ở các vùng nông nghiệp của các nước đang phát triển và ít gặp hơn một cách tình cờ. Phơi nhiễm có thể là do uống rượu, hít phải hơi chất này hoặc tiếp xúc với da. Cơ chế cơ bản liên quan đến sự ức chế acetylcholinesterase (AChE), dẫn đến sự tích tụ acetylcholine (ACh) trong cơ thể. Chẩn đoán thường dựa trên các triệu chứng và có thể được xác nhận bằng cách đo hoạt tính butyrylcholinesterase trong máu. Ngộ độc carbamate có thể biểu hiện tương tự.
Nỗ lực phòng ngừa bao gồm cấm các loại organophosphate rất độc hại. Trong số những người làm việc với thuốc trừ sâu, việc sử dụng quần áo bảo hộ và tắm trước khi về nhà cũng rất hữu ích. Ở những người bị ngộ độc organophosphate, phương pháp điều trị chính là atropine, các loại oxime như pralidoxime và diazepam. Các biện pháp chung như oxy và dịch truyền tĩnh mạch cũng được khuyến nghị. Nỗ lực khử trùng dạ dày, bằng than hoạt tính hoặc các phương tiện khác, không được chứng minh là hữu ích. Mặc dù có nguy cơ về mặt lý thuyết là nhân viên chăm sóc sức khỏe chăm sóc người bị nhiễm độc tự nhiễm độc, nhưng mức độ rủi ro dường như rất nhỏ.
Ngộ độc organophosphate là một trong những nguyên nhân gây ngộ độc phổ biến nhất trên toàn thế giới. Có gần 3 triệu ca ngộ độc mỗi năm dẫn đến hai trăm nghìn ca tử vong. Khoảng 15% số người bị nhiễm độc chết là kết quả. Ngộ độc organophosphate đã được báo cáo ít nhất kể từ năm 1962.